# Roma socken
Roma socken ingick i Gotlands norra härad, ingår sedan 1971 i Gotlands kommun och motsvarar från 2016 Roma distrikt.
Socknens areal är 22,88 kvadratkilometer, varav 22,83 land. År 2020 fanns här 930 invånare. Roma kloster och Roma kungsgård samt del av tätorten Roma samt tätorten och kyrkbyn Roma kyrkby med sockenkyrkan Roma kyrka ligger i socknen. 

## Administrativ historik
Roma socken har medeltida ursprung. Socknen tillhörde Dede ting som i sin tur ingick i Bro setting i Nordertredingen.
Vid kommunreformen 1862 övergick socknens ansvar för de kyrkliga frågorna till Roma församling och för de borgerliga frågorna bildades Roma landskommun. Landskommunen inkorporerades 1952 i Romaklosters landskommun och ingår sedan 1971 i Gotlands kommun.
1 januari 2016 inrättades distriktet Roma, med samma omfattning som församlingen hade 1999/2000. 
Socknen har tillhört samma fögderier och domsagor som Gotlands norra härad. De indelta båtsmännen tillhörde Gotlands första båtsmanskompani.

## Geografi
Roma socken ligger ungefär mitt på Gotland, sydost om Visby med Roma myr i öster. Socknen är en skogfattig slättbygd.

### Gårdsnamn
Ajmunds, Aumunds, Bjärs, Busarve, Diskarve, Karby, Larsarve, Möllbjärs, Prästgården, Romakloster (Kungsgård), Snauvalds, Timans, Uppenbys, Väller Lilla, Väller Stora.

## Fornlämningar
Kända från socknen är små gravfält, stensträngar och sliprännestenar från järnåldern. En vikingatida silverskatt har påträffats.

## Namnet
Namnet (1318 Rumum) är en pluralform av rum, 'öppen plats'.

## Befolkningsutveckling
| Befolkningsutvecklingen i Roma socken 1750–2020 | Befolkningsutvecklingen i Roma socken 1750–2020 | Befolkningsutvecklingen i Roma socken 1750–2020 | Befolkningsutvecklingen i Roma socken 1750–2020 | Befolkningsutvecklingen i Roma socken 1750–2020 |
| --- | ----------------------------------------------- | ----------------------------------------------- | ----------------------------------------------- | ----------------------------------------------- |
| |                                                 |                                                 |                                                 |                                                 |
| År |                                                 |                                                 | Folkmängd                                       |                                                 |
| 1750 | 1750                                            |                                                 | 230                                             |                                                 |
| 1760 | 1760                                            |                                                 | 235                                             |                                                 |
| 1769 | 1769                                            |                                                 | 268                                             |                                                 |
| 1780 | 1780                                            |                                                 | 303                                             |                                                 |
| 1790 | 1790                                            |                                                 | 291                                             |                                                 |
| 1800 | 1800                                            |                                                 | 345                                             |                                                 |
| 1810 | 1810                                            |                                                 | 340                                             |                                                 |
| 1820 | 1820                                            |                                                 | 353                                             |                                                 |
| 1830 | 1830                                            |                                                 | 362                                             |                                                 |
| 1840 | 1840                                            |                                                 | 450                                             |                                                 |
| 1850 | 1850                                            |                                                 | 505                                             |                                                 |
| 1860 | 1860                                            |                                                 | 568                                             |                                                 |
| 1870 | 1870                                            |                                                 | 583                                             |                                                 |
| 1880 | 1880                                            |                                                 | 590                                             |                                                 |
| 1890 | 1890                                            |                                                 | 561                                             |                                                 |
| 1900 | 1900                                            |                                                 | 644                                             |                                                 |
| 1910 | 1910                                            |                                                 | 688                                             |                                                 |
| 1920 | 1920                                            |                                                 | 729                                             |                                                 |
| 1930 | 1930                                            |                                                 | 748                                             |                                                 |
| 1940 | 1940                                            |                                                 | 835                                             |                                                 |
| 1950 | 1950                                            |                                                 | 907                                             |                                                 |
| 1960 | 1960                                            |                                                 | 862                                             |                                                 |
| 1970 | 1970                                            |                                                 | 875                                             |                                                 |
| 1980 | 1980                                            |                                                 | 972                                             |                                                 |
| 1990 | 1990                                            |                                                 | 938                                             |                                                 |
| 2000 | 2000                                            |                                                 | 925                                             |                                                 |
| 2010 | 2010                                            |                                                 | 934                                             |                                                 |
| 2020 | 2020                                            |                                                 | 930                                             |                                                 |
| Anm: Källor: Umeå universitet - Tabellverket 1749-1859, Demografiska databasen, CEDAR, Umeå universitet, Befolkningsutvecklingen i Gotlands socknar 2000 - 2010, Befolkning per församling, Folkmängden per distrikt, landskap, landsdel eller riket efter kön. År 2015 - 2022. |                                                 |                                                 |                                                 |                                                 |

### Fotnoter
1. 1 2  Svensk Uppslagsbok andra upplagan 1947–1955: Roma socken
2. ↑  ”Folkmängden per distrikt, landskap, landsdel eller riket efter kön. År 2015 - 2022”. Statistikdatabasen. Statistiska centralbyrån. http://www.statistikdatabasen.scb.se/pxweb/sv/ssd/START__BE__BE0101__BE0101A/FolkmangdDistrikt/. Läst 23 april 2023.
3. ↑  Harlén, Hans; Harlén Eivy (2003). Sverige från A till Ö: geografisk-historisk uppslagsbok. Stockholm: Kommentus. Libris 9337075. ISBN 91-7345-139-8
4. ↑  Administrativ historik för Roma socken (Klicka på församlingsposten). Källa: Nationella arkivdatabasen, Riksarkivet.
5. ↑  Om Gotlands båtsmanskompani
6. 1 2  Sjögren, Otto (1931). Sverige geografisk beskrivning del 2 Östergötlands, Jönköpings, Kronobergs, Kalmar och Gotlands län. Stockholm: Wahlström & Widstrand. Libris 9939
7. 1 2  Nationalencyklopedin
8. ↑  Förteckning över slipskåror
9. ↑  Fornlämningar, Statens historiska museum: Roma socken
10. ↑  Fornminnesregistret, Riksantikvarieämbetet: Roma socken Fornminnen i socknen erhålls på kartan genom att skriva in sockennamn (utan "socken") i "Ange geografiskt område"
11. ↑  Mats Wahlberg, red (2003). Svenskt ortnamnslexikon. Uppsala: Institutet för språk och folkminnen. Libris 8998039. ISBN 91-7229-020-X. https://isof.diva-portal.org/smash/get/diva2:1175717/FULLTEXT02.pdf